# José Manuel Rial Cadaval
José Manuel Rial Cadaval, nacido en Nigrán, es un político gallego del PSdG, alcalde de Nigrán desde junio de 1999, hasta junio de 2003.

## Biografía
Exempleado de Aena . Encabezó las listas del PSOE de Nigrán en 1999 siendo elegido Alcalde con el apoyo del P.I.N.N. de Avelino Fernández Alonso. A los pocos meses se rompe el pacto. El P.I.N.N. y el PP de Nigrán presentan una moción de censura que fracasa al no ser apoyada por 5 de los 7 concejales del PP. Xesús Palmou, secretario general del PPdeG, había amenazado con expulsar del partido a quienes apoyaran la moción.